# Alunrod
Alunrod (Heuchera) er en slægt med ca. 40 arter, der er udbredt i Nordamerika og Mexico. Det er oftest stedsegrønne, flerårige urter med en tuelignende vækst. De har oftest underjordiske, forgrenede jordstængler, der er beklædt med skæl. Visse arter danner desuden udløbere. Stænglerne og andre overjordiske dele er næsten altid hårklædte. De fleste af bladene danner en grundstillet roset. De enkelte blade er langstilkede og runde til håndformede eller ægformede, ofte med et ulige antal grove lapper og en tandet eller savtakket bladrand. Blomsterne er samlet i forgrenede og løse, endestillede stande med op til 1.000 enkeltblomster. Blomsterne er 5-tallige og klokkeformede med grønne, hvide, rosenrøde, purpurrøde eller højrøde kronblade. Frugterne er kapsler med mange frø.
| Beskrevne arter |

- Amerikansk alunrod (Heuchera americana)
- Alunrod-hybrid (Heuchera x brizoides)
- Trind alunrod (Heuchera cylindrica)
- Hvidblomstret alunrod (Heuchera grossulariifolia)
- Småblomstret alunrod (Heuchera micrantha)
- Smuk alunrod (Heuchera pulchella)
- Purpurklokke (Heuchera sanguinea)

| Andre arter |

- Heuchera bracteata
- Heuchera chlorantha
- Heuchera eastwoodiae
- Heuchera glabra
- Heuchera hirsutissima
- Heuchera maxima
- Heuchera novomexicana
- Heuchera parviflora
- Heuchera parvifolia
- Heuchera pilosissima
- Heuchera richardsonii
- Heuchera rubescens
- Heuchera villosa